# Радзієвський Іван Іванович
Іван Іванович Радзієвський (1927 — ?) — український радянський діяч, бригадир фрезерувальників Київського заводу «Ленінська кузня». Член ЦК КПУ в 1966—1986 роках. Депутат Верховної Ради УРСР 6—10-го скликань. Член Президії Верховної Ради УРСР 8—9-го скликань.

## Біографія
Народився в березні 1927 року. Освіта середня спеціальна. У 1944 році закінчив Київське ремісниче училище № 5.
З 1944 року — фрезерувальник, бригадир фрезерувальників Київського заводу «Ленінська кузня». Обирався секретарем комсомольської організації енергомеханічного цеху, секретарем партійної організації механічного цеху Київського заводу «Ленінська кузня».
Член КПРС з 1956 року.
Потім — на пенсії в Києві.

## Нагороди
- орден Леніна
- ордени
- медалі
- Почесна грамота Президії Верховної Ради Української РСР (25.03.1977)